# Gustavo Morínigo
Gustavo Eliseo Morínigo Vázquez (* 23. Januar 1977 in Coronel Blas Garay) ist ein ehemaliger paraguayischer Fußballspieler und derzeitiger -trainer. Als Aktiver nahm er mit der Nationalmannschaft seines Heimatlandes an der Fußball-Weltmeisterschaft 2002 teil und spielte lange Zeit für Club Libertad oder Club Nacional. Bei letzterem Verein war er von 2012 bis 2015 Trainer und führte den Verein ins Endspiel der Copa Libertadores 2014.

## Spielerkarriere

### Vereinskarriere
Gustavo Morínigo wurde am 23. Januar 1977 in Asunción, der Hauptstadt Paraguays, geboren. Das Fußballerhandwerk erlernte er in den Jugendakademien des hiesigen Vereins Club Libertad, wo ihm 1996 auch die Aufnahme in den Profikader glückte. In einer ersten Etappe blieb der Mittelfeldspieler vier Jahre lang bis 1999 bei seinem Arbeitgeber und machte in dieser Phase dreißig Ligaspiele im Rahmen der Primera División, Paraguays höchster Fußballliga. Dabei gelangen ihm zwei Torerfolge. Die Saison 2000 verbrachte er beim Stadtkonkurrenten Club Guaraní, wo er in einem Jahr dreißig Partien absolvierte und dabei auf eine Ausbeute von drei Treffern kommt.
Während Gustavo Morínigo in seiner ersten Zeit bei Libertad Asunción erst zum Ende hin Stammspieler wurde, avancierte er nach seiner Rückkehr zu dem Verein zur Saison 2001 zur absoluten Stammkraft. Er war in der Folge weitere vier Jahre bis 2004 für die Mannschaft am Ball und brachte es in dieser Zeit auf 103 Ligaeinsätze, bei denen ihm 31 Treffer gelangen. Mit Libertad gewann Gustavo Morínigo in den Jahren 2002 und 2003 zweimal in Serie die paraguayische Meisterschaft, wobei der erste der beiden Triumphe den ersten Titelgewinn seit 1976 darstellte.
Nach Ende der Saison 2004 kehrte Gustavo Morínigo seinem Verein ein zweites Mal den Rücken und wechselte nach Argentinien zu den Argentinos Juniors. Dort spielte er ein Jahr und machte zwölf Ligaspiele, ehe er zu Libertad Asunción zurückkehrte und dort ein weiteres Jahr verblieb. 2006 schaffte Morínigo mit Libertad zum dritten Mal den Gewinn der Fußballmeisterschaft von Paraguay. Nach diesem Erfolg verließ er den Klub nun endgültig und ging nach Kolumbien zu Deportivo Cali. Dort wurde Morínigo jedoch nicht so recht glücklich und kam schon nach einem halben Jahr in seine paraguayische Heimat zurück, wo er die Saison bei Cerro Porteño zu Ende spielte. Von dort aus schloss er sich zur Spielzeit 2007 dem Club Nacional ebenfalls aus Asunción an. Bei Nacional spielte der mittlerweile dreißigjährige Mittelfeldakteur noch fünf Jahre bis 2011 und erzielte während dieser Zeit zweimal den Gewinn der Meisterschaft seines Heimatlandes. Sowohl in der Clausura 2009 als auch in der Apertura 2011 zeigte man sich siegreich und holte jeweils den Titel ins Estadio Arsenio Erico. 2011 beendete Gustavo Morínigo seine fußballerische Laufbahn im Alter von 34 Jahren.

### Nationalmannschaft
Zwischen 2001 und 2005 brachte es Gustavo Morínigo auf insgesamt achtzehn Länderspiele für die paraguayische Fußballnationalmannschaft. Dabei gelangen ihm drei Torerfolge. Von Nationaltrainer Cesare Maldini wurde er ins Aufgebot der Südamerikaner für die Fußball-Weltmeisterschaft 2002 in Japan und Südkorea berufen. Bei dem Turnier fungierte Morinigo jedoch mehr als Auswechselspieler und kam so nur zu einem einzigen Einsatz. Diesen verlebte er, als er in der 72. Spielminute des ersten Gruppenspiels gegen Südafrika (Endstand: 2:2) für Jorge Luis Campos in die Partie kam. Danach folgte kein weiterer Einsatz. Die paraguayische Mannschaft indes beendete die Gruppe als Zweiter hinter Spanien und qualifizierte sich so für das Achtelfinale, wo der dreimalige Weltmeister Deutschland wartete. Erst in der 88. Minute erzielte Oliver Neuville das 1:0 für die Deutschen und katapultierte Paraguay so aus einem sehr ordentlich geführten Weltturnier.

## Trainerkarriere
Ein Jahr nach dem Ende seiner Laufbahn als aktiver Fußballspieler stieg Gustavo Marínigo ins Trainergeschäft ein. Gleich als erste Station übernahm er das Amt des Coaches bei seinem alten Verein Nacional Asunción. Marínigo führte den Verein in der Apertura 2013 zum neunten Titelgewinn in dessen Geschichte. Dadurch für die Copa Libertadores 2014 qualifiziert, spielte sich Gustavo Marínigos Team hier immer mehr ins Rampenlicht. Nachdem die Gruppenphase nur knapp überstanden wurde, bezwang man nacheinander die argentinischen Spitzenvereine CA Vélez Sársfield und Arsenal de Sarandí und stand somit im Halbfinale, wo als Gegner der uruguayische Vertreter Defensor Sporting Club wartet. Nachdem das Hinspiel im heimischen Estadio Arsenio Erico mit 2:0 siegreich gestaltet werden konnte, unterlag Nacional im Rückspiel in Montevideo mit 0:1 und qualifizierte sich dennoch als erst zweites paraguayisches Team überhaupt hinter Club Olimpia für das Endspiel der Copa Libertadores. Dort traf man auf den argentinischen Verein CA San Lorenzo de Almagro. Nach einem 1:1-Remis in Asunción verlor Morínigos Team das Rückspiel mit 0:1, der Titel des Südamerikameisters 2014 ging an San Lorenzo de Almagro. Anfang 2015 trat Morínigo bei Nacional aufgrund von Erfolglosigkeit in der Liga zurück.
Von 2015 bis 2016 war Morínigo Trainer der Paraguayischen U-20-Fußballnationalmannschaft. 2016 übernahm er kurzzeitig den Club Cerro Porteño, um noch im selben Jahr die U-17 Paraguays zu übernehmen. Diese betreute Morínigo bis 2020, wobei er in 2018 auch die A-Elf interimsweise übernahm. Im Anschluss ging er 2020 wieder in den Klubsport um den Club Libertad zu coachen. Anfang 2021 erhielt er ein Angebot aus Brasilien um den Coritiba FC in der Série A zu betreuen. Der Klub tauschte am 25. Spieltag der Série A 2020 zum zweiten Mal seinen Trainer. Morínigo übernahm Coritiba zum 27. Spieltag. Er konnte mit dem Klub nur den 19. Platz belegen und den Abstieg nicht verhindern. Allerdings gelang in der Folgesaison in der Série B 2021 der direkte Wiederaufstieg in die Série A. In der Série A 2022 wurde Morínigo nach dem 22. Spieltag, am 14. August 2022, wieder entlassen, nachdem der Klub an diesem Spieltag auf einem Abstiegsplatz abrutschte. Im November 2022 wurde er Trainer beim gerade in die Serie B abgestiegenen Ceará SC, wurde aber nach knapp einem halben Jahr wieder entlassen. Rund einen Monat später wurde Morínigo als Trainer beim Avaí FC vorgestellt, jedoch nach neun sieglosen Spielen im Juli 2023 entlassen. Von März bis Mai 2024 stand er an der Seitenlinie bei Clube do Remo, wo er allerdings keinen guten Start in die Drittligasaison hatte. Im Februar 2025 kehrte der Trainer nach Paraguayzurück und übernahm Sportivo Luqueño.

## Erfolge

### Als Spieler
Club Libertad
- Paraguayische Meisterschaft: 2002, 2003, 2006

- Clausura: 2009
- Apertura: 2011

### Als Trainer
Club Nacional
- Paraguayische Meisterschaft: Apertura 2013

Coritiba
- Staatsmeisterschaft von Paraná: 2021, 2022

Ceará
- Copa Verde: 2023